# Fátima Mernissiová
Fátima Mernissiová (27. září 1940, Fes – 30. listopadu 2015, Rabat) byla marocká socioložka, průkopnice islámského feminismu. Psala arabsky, francouzsky a anglicky.
Vyrostla v harému. Vzpomínky na dětství v harému uložila do autobiografického románu z roku 1994. Vystudovala sociologii na univerzitě Muhammada V. v Rabatu, na Sorbonně v Paříži a na Brandeisově univerzitě v Massachusetts, kde získala roku 1973 doktorát. Poté se vrátila do Maroka a učila na univerzitě Muhammada V. Její přednášky byly často napadány muslimskými fundamentalisty.
Roku 2003 obdržela Cenu kněžny asturské.